# Mazatlán (gemeente)
Mazatlán is een gemeente in de Mexicaanse deelstaat Sinaloa. De hoofdplaats van Mazatlán is Mazatlán. Mazatlán heeft een oppervlakte van 3.068 km² en 403.888 inwoners (census 2005).
Ahome · Angostura · Badiraguato · Choix · Concordia · Cosalá · Culiacán · Eldorado · Elota · Escuinapa · El Fuerte · Guasave · Juan José Ríos · Mazatlán · Mocorito · Navolato · Rosario · Salvador Alvarado · San Ignacio · Sinaloa
- Library of Congress Control Number: n88278689
- MusicBrainz: 99c7b8a1-49d7-4cf0-a99c-8225da6139d1
- National Archives and Records Administration: 10037344
- Nationale Bibliotheek van Israël: 987007567465505171
- Virtual International Authority File: 124448420
- WorldCat: E39PBJm4WtTqGJqYQq9JQjC4v3